# Mistrzostwa Europy w Strzelaniu do Rzutków 1969
Mistrzostwa Europy w Strzelaniu do Rzutków 1969 – czternaste mistrzostwa Europy w strzelaniu do rzutków. Odbyły się one w Paryżu.
Rozegrano sześć konkurencji seniorskich (w tym dwie dla kobiet) i przynajmniej dwie konkurencje dla juniorów. W klasyfikacji medalowej najlepsi okazali się reprezentanci gospodarzy.

## Klasyfikacja medalowa
Gospodarze mistrzostw
| Pozycja | Kraj      | Złoto | Srebro | Brąz | Łącznie |
| ------- | --------- | ----- | ------ | ---- | ------- |
| 1       | Francja   | 3     | 2      | 2    | 7       |
| 2       | ZSRR      | 2     | 2      | 3    | 7       |
| 3       | Włochy    | 1     | 1      | 0    | 2       |
| 3       | NRD       | 1     | 1      | 0    | 2       |
| 3       | RFN       | 1     | 1      | 0    | 2       |
| 6       | Szwecja   | 0     | 1      | 0    | 1       |
| 7       | Polska    | 0     | 0      | 2    | 2       |
| 8       | Hiszpania | 0     | 0      | 1    | 1       |

## Wyniki

### Mężczyźni
| Konkurencja      | Złoto                                                                   | Wynik    | Srebro                                                            | Wynik    | Brąz                                                                             | Wynik    |
| Skeet            | Élie Pénot                                                              | 199 pkt. | Jewgienij Pietrow                                                 | 197 pkt. | Nikołaj Bieniesz                                                                 | 196 pkt. |
| Skeet, drużynowo | ZSRR Nikołaj Bieniesz Boris Bulba Jurij Curanow Jewgienij Pietrow       |          | Francja Jean-Paul Faber Jacques Herberich Élie Pénot Alain Planté |          | Polska Włodzimierz Danek Wiesław Gawlikowski Olgierd Korolkiewicz Artur Rogowski | 582 pkt. |
| Trap             | Jean-Jacques Baud                                                       | 197 pkt. | Rune Flodman                                                      | 196 pkt. | Michel Carrega                                                                   | 195 pkt. |
| Trap, drużynowo  | Włochy Silvano Basagni Serafino Giani Ennio Mattarelli Galliano Rossini |          | NRD Burckhardt Hoppe Herbert Freude Kurt Czekalla Albrecht Henke  |          | Francja Jean-Jacques Baud Pierre Candelo Michel Carrega Michel Prévost           |          |

### Kobiety
| Konkurencja | Złoto               | Wynik    | Srebro             | Wynik    | Brąz              | Wynik    |
| Skeet       | Łarisa Gurwicz      | 141 pkt. | Laura Fantauzzi    | 139 pkt. | Kławdija Smirnowa | 134 pkt. |
| Trap        | Elisabeth von Soden | 143 pkt. | Françoise Robrolle | 138 pkt. | Wiera Wierigina   | 131 pkt. |

### Juniorzy
| Konkurencja | Złoto           | Wynik    | Srebro           | Wynik    | Brąz                | Wynik    |
| Skeet       | Élie Pénot      | 149 pkt. | Nikołaj Bieniesz | 147 pkt. | Wiesław Gawlikowski | 146 pkt. |
| Trap        | Manfred Geisler | 144 pkt. | Werner Bühse     | 141 pkt. | Eladio Vallduví     | 141 pkt. |